# Федченко, Ольга Александровна
О́льга Алекса́ндровна Фе́дченко (1845—1921) — российский ботаник, член-корреспондент Петербургской академии наук с 1906 года (с 1917 — Российской академии наук).
Жена Алексея Павловича Федченко, дочь профессора Московского университета А. О. Армфельда, мать Бориса Алексеевича Федченко.

## Ранние годы
О. А. Федченко (в девичестве Армфельд) родилась в здании Московского университета, где её отец Александр Осипович Армфельд, профессор университета и инспектор Николаевского института воспитательного дома, имел квартиру. Из девяти детей (пятеро сыновей и четыре дочери) Ольга была третья. До одиннадцати лет она воспитывалась дома, училась музыке, рисованию, немецкому и французскому языкам.
Одиннадцати лет поступила в Московский Николаевский институт. Ещё в институте Федченко занималась сбором зоологических и ботанических коллекций. Лето юная Ольга Армфельд проводила в селе Тропарёве Можайского уезда; в 1861—1862 годах составила гербарий Можайского уезда, которым пользовался H. H. Кауфман при составлении справочника «Московская флора». Наиболее интересные экземпляры её энтомологической коллекции вошли в «Список двукрылых Московского учебного округа» А. П. Федченко.
В 1864 году по предложению Н. К. Зенгера девятнадцатилетняя Ольга Армфельд была избрана членом-основателем только что созданного Общества любителей естествознания, антропологии и этнографии. Она активно участвовала в научной работе кружка, которым руководил профессор зоологии А. П. Богданов. В том же году она окончила курс Николаевского института, после чего три года занималась тем, что давала уроки (история, рисование, немецкий и французский языки), хотя материально была вполне обеспечена. Ольга занималась также научным переводом статей с французского, немецкого и английского языков для журнала «Садоводство», в том числе перевела главу из «Зоологических писем» (нем. Zoologische Briefe) Г. Йегера и большую часть книги Й. М. Перти «Духовная жизнь животных: факты и наблюдения» (нем. Ueber das Seelenleben der Tiere).

## Путь в науке
Ольга продолжала работать в Зоологическом музее, где познакомилась со своим будущим мужем Алексеем Павловичем Федченко, только что окончившим курс естественного отделения университета, где он занимался зоологией и антропологией. Знакомство состоялось благодаря сходству их научных интересов. Они вместе переводили первый том «Антропологии» Т. Вайца (изданной в 1867 году). Ольга записывала для А. П. Федченко измерения младенцев из Воспитательного дома, вычисляла антропологические данные, переводила письма иностранных учёных. Вместе они помогали Зоологическому музею по устройству этнографической выставки, состоявшейся в 1867 году. 2 июля 1867 года они поженились, после чего отправились в поездку по Скандинавии, посетили Финляндию и Швецию. В Гельсингфорсе и Стокгольме Ольга помогала мужу в измерении финских и шведских черепов, рисовала их при помощи диаграфа. В начале 1868 года Ольга и Алексей Федченко побывали в Австрии и Италии, где Ольга занималась составлением и изучением гербариев, продолжила сбор коллекции насекомых, делала необходимые зарисовки, а её муж готовился к экспедиции в Туркестан (Ольга Александровна была назначена ботаником этой экспедиции). По возвращении из-за границы они участвовали в I Съезде русских естествоиспытателей, который проходил в Санкт-Петербургском университете.

### Туркестанская экспедиция (1868—1872)
В 1868 году Федченко сопровождала мужа в возглавленной им экспедиции, организованной Московским обществом любителей естествознания в малоизученный тогда Туркестан, где провела с небольшим перерывом три года. В январе 1869 году семья Федченко прибыла в Самарканд. В Самарканде и затем в Ташкенте Ольга Александровна рисовала виды посещаемых местностей и делала для мужа рисунки для его работ. Работа в Туркестанской экспедиции требовала не только серьёзной научной подготовки, материальных затрат, но и личного мужества, так как местное население не всегда доброжелательно и с пониманием относилось к деятельности русских учёных. Для охраны экспедиции была выделена сотня казаков с артиллерией. Некоторое время отряд охраны возглавлял известный впоследствии герой русско-турецкой войны 1877—1878 годов генерал М. Д. Скобелев. Однажды экспедиция попала в засаду вооружённых горцев в ущелье близ озера Куль-и-Колон в районе города Пенджикента. О. А. Федченко ухаживала за ранеными, делала перевязки и до прихода основных сил конвоя вела себя спокойно и мужественно. За три года — с 1869 по 1871 — супруги Федченко совершили четыре экспедиции по Туркестану: по долине реки Зеравшан, к озеру Искандеркуль, в пустыню Кызылкум и по Ферганской долине до Заалайского хребта. В перерывах между экспедициями семья Федченко жила в Ташкенте, занимаясь анализом полученных материалов. Кроме того, О. А. Федченко собирала и препарировала насекомых, вела переписку с русскими и зарубежными учёными, делала зарисовки местности. Впоследствии с её этюдов и набросков делал рисунки А. К. Саврасов:134. Ольга Александровна собрала гербарий из нескольких тысяч видов растений, среди которых многие были описаны впервые. Она привезла в Москву корни ферулы мускусной, или сумбула (Ferula moschata), до того мало известной учёным. Высаженные в Ботаническом саду, корни дали цветущие и плодоносящие растения. Ботанические сборы О. А. Федченко дали картину флористического состава районов, обследованных во время экспедиции. Коллекции супругов Федченко «Туркестанский гербарий» и «Беспозвоночные Туркестанского края» долгое время служили материалом для работы русских натуралистов. За гербарий и альбом рисунков с видами Туркестана Ольга Александровна была удостоена Большой золотой медали Общества любителей естествознания, антропологии и этнографии.
По возвращении в Москву Ольга Александровна занималась обработкой собранных материалов и участвовала в организации Туркестанского раздела Политехнической выставки 1872 года.

### Поездка по Европе. Гибель А. П. Федченко
В сентябре 1872 года семья Федченко отправилась в Европу, где А. П. Федченко хотел ознакомиться с альпийскими ледниками, чтобы подготовиться к экспедиции на Памир. Февраль и март 1873 года они провели в Лейпциге, где родился сын Борис. Затем они переехали в Гейдельберг, здесь О. А. Федченко перевела с английского статью Генри Юля «История и география верховьев Амударьи» для «Известий Географического общества». Этот перевод с примечаниями и дополнениями А. П. Федченко, самого Юля и Н. В. Ханыкова был удостоен серебряной медали Русского географического общества. Прожив шесть недель в Люцерне, супруги осмотрели Гринденвальдский ледник, а в августе 1873 года отправились на Женевское озеро, в Монтрё, где Ольга Александровна осталась с грудным сыном, а Алексей Павлович отправился в Шамони, чтобы совершить восхождение на Монблан, во время которого он и погиб в 29-летнем возрасте.
Трагическая гибель мужа не сломила Ольгу Александровну. Считая своим долгом издать материалы Туркестанской научной экспедиции, она привлекла к этой работе многих учёных, сама редактировала готовящиеся к изданию труды. Благодаря, в том числе, её высокому профессионализму и энергии за два неполных года материалы были не только обработаны, но и изданы. Они включали и альбом литографий «Виды русского Туркестана по рисункам с натуры О. А. Федченко». При участии зоолога В. Н. Ульянина и других учёных О. А. Федченко выпустила в издании Общества любителей естествознания на средства К. П. Кауфмана несколько томов с описанием флоры и фауны Туркестана, подготовила к выходу в свет 24 выпуска «Трудов Туркестанской экспедиции», поставив на обложке имя мужа — Алексея Федченко. При её помощи было издано «Путешествие в Коканд, альбомы видов и антропологические данные туземцев Туркестана, разработанные А. П. Богдановым». В 1874 году Федченко написала «Fedtschenko’s Reisen in Turkestan, 1868—1870» (Petermanns «Mitth.», 1874, тетр. VI, с картою). В знак внимания и уважения к научным трудам Ольги Александровны по исследованию Туркестана император Александр II прислал ей в подарок золотой браслет, украшенный рубинами и бриллиантами.

### Исследования конца XIX века
Значительная часть опубликованных в конце XIX века научных трудов Ольги Александровны посвящена ботанике, прежде всего, дикорастущей и культурной флоре Средней Азии.
Несмотря на занятость, Федченко не жалела сил и времени для воспитания сына. Одна, без мужа, она сумела дать ему высшее образование: он окончил естественное отделение Московского университета.
С 1881 по 1887 год вела научную работу на ботаническом материале Московской губернии, при участии сына пополняла гербарий Можайского и Серпуховского уездов Московской губернии. В 1884 году в ботаническом саду Московского университета Федченко занялась разборкой гербариев и определением растений. Свои флористические исследования она завершила к началу 1890-х годов, результаты были опубликованы в «Popular Science news», а список мхов — в «Трудах Петербургского ботанического сада».
О. А. Федченко предприняла вместе с сыном ряд поездок с ботаническими целями: на Урал в 1891 и 1892 годах, в Крым в 1893 году, в Закавказье в 1894 году, в Туркестан, где изучала флору Западного Тянь-Шаня, в 1897 году. Наконец, в 1901 году, также вместе с сыном, она совершила путешествие на Памир (до границы Афганистана) и собрала богатый ботанический материал. Результатом были публикации «Материалы к флоре Южного Алтая», «Список растительности, собранной в Омском уезде», «Каталог гербария Туркестанской учёной экспедиции», «Перечень растений Туркестана», «Флора Памира» и другие.

### Акклиматизационный сад
В 1895 году Ольга Александровна осуществила свой давний замысел — создала сад с целью акклиматизации южных и восточных растений в Средней полосе России. Акклиматизационный сад был создан в усадьбе Ольгино Можайского уезда Московской губернии, в этом саду Федченко на протяжении 25 лет проводила кропотливую работу по изучению декоративных растений (главным образом, ирисов). Этот сад был известен повсюду в мире благодаря научной деятельности и рассылке по заявкам редких семян.

### Вместе с сыном
Борис Алексеевич Федченко стал профессором-геоботаником, знатоком флоры Средней Азии.
В 1900 году ему предложили работу в Императорском ботаническом саду. Вместе с сыном переехала в Санкт-Петербург и Ольга Александровна. Отсюда в 1901 году они отправились в экспедицию на Памир, где посетили малодоступный район Шугнан и прошли до реки Пяндж на границе с Афганистаном. Итогом этой экспедиции явилась монография «Флора Памира» и пять дополнений к ней. В Туркестане О. А. Федченко побывала после этого ещё дважды — в 1910 и 1915 годах. Во время последней экспедиции ей было уже 70 лет.
За три года до этого она посетила Международную выставку садоводства в Лондоне, занималась научной работой в ботанических садах Берлина, Лондона и Женевы. К этому времени она была уже учёным с мировым именем.
Ольга Александровна продолжала работать до последних дней своей жизни. За месяц до смерти 21 марта 1921 года вышла её последняя, семидесятая печатная работа «Новые материалы по знанию рода Eremurus».
Скончалась 24 апреля 1921 года. Похоронена в Петрограде на Смоленском кладбище.

## Признание коллег
С 1874 года — член-сотрудник Московского общества испытателей природы. В 1874 году Общество любителей естествознания, антропологии и этнографии избрало О. А. Федченко своим почётным членом, с 1877 года — секретарём этого Общества. С 1877 года — член-сотрудник Русского географического общества.
В 1906 году Федченко была избрана членом-корреспондентом Петербургской академии наук. Она стала первой в России женщиной-ботаником, удостоенной этой высокой чести.
Ряд зарубежных научных обществ — Парижское географическое общество, Академия наук в Бостоне, Международная академия ботанической географии, Московское общество испытателей природы избрали её своим почетным членом.
В 1922 году научный сотрудник Ботанического сада Академии наук СССР М. М. Ильин назвал именем Ольги Александровны Федченко род среднеазиатских растений Ольгея (Olgaea Iljin) из семейства Астровые (Asteraceae).
Видовые эпитеты примерно ста видов из тридцати семейств растений — olgae (они также даны в честь Ольги Федченко), некоторые из них:
- Astragalus olgae Bunge (1880)
- Cousinia olgae Regel & Schmalh. (1882)
- Draba olgae Regel & Schmalh. (1882)
- Diptychocarpus olgae Regel & Schmalh. (1877) ≡ Parrya olgae (Regel & Schmalh.) D.A.German & Al-Shehbaz
- Eremurus olgae Regel (1873)
- Erigeron olgae Regel & Schmalh. (1882) ≡ Psychrogeton olgae (Regel & Schmalh.) Novopokr. ex Nevski
- Fritillaria olgae Vved. (1932)
- Gagea olgae Regel (1875)
- Gentiana olgae Regel & Schmalh. (1882)
- Hedysarum olgae B.Fedtsch. (1919)
- Heliotropium olgae Bunge (1875)
- Heracleum olgae Regel & Schmalh. (1882) ≡ Tetrataenium olgae (Regel & Schmalh.) Manden.
- Incarvillea olgae Regel (1880)
- Jurinea olgae Regel & Schmalh. (1882)
- Linum olgae Juz. (1921)
- Lonicera olgae Regel & Schmalh. (1877)
- Melandrium olgae Maxim. (1870) ≡ Silene olgae (Maxim.) Rohrb.
- Molinia olgae Regel (1880) ≡ Festuca olgae (Regel) Krivot.
- Nepeta olgae Regel (1882)
- Pedicularis olgae Regel (1879)
- Phlomis olgae Regel (1882)
- Physospermum olgae Regel & Schmalh. (1882) ≡ Korshinskia olgae (Regel & Schmalh.) Lipsky
- Primula olgae Regel (1875)
- Ranunculus olgae Regel (1882)
- Salix olgae Regel (1879)
- Salsola olgae Iljin (1936) ≡ Climacoptera olgae (Iljin) Botsch.
- Scabiosa olgae Albov (1894) ≡ Lomelosia olgae (Albov) Soják
- Scrophularia olgae Grossh. (1933)
- Senecio olgae Regel & Schmalh. (1882)
- Sibbaldia olgae Juz. & Ovcz. (1941)
- Solenanthus olgae Regel & Smirn. (1882) ≡ Lindelofia olgae (Regel & Smirn.) Brand
- Trigonotis olgae B.Fedtsch. (1903) ≡ Stephanocaryum olgae (B.Fedtsch.) Popov

## Научные труды
Напечатала самостоятельно и совместно с сыном Б. А. Федченко:
- Материал к флоре Южного Алтая
- Материалы для флоры Уфимской губернии / О. А. Федченко и Б. А. Федченко. — Москва: Моск. о-во испытателей природы, 1893 (обл. 1894). — [2], 381 с.
- Список растений, собранных в Омском уезде в 1898 году
- Note sur quelques plantes de Boukharie
- Matériaux pour la Flore de la Crimée
- Matériaux pour la Flore de Caucase
- Ranunculaceae Русского Туркестана
- Высшие тайнобрачные Русского Туркестана / обраб.: О. А. Федченко, Б. А. Федченко // Труды Общества естествоиспытателей при Императорском Казанском Университете. Т. 36, вып. 3, 1901
- Каталог гербария Туркестанской учёной экспедиции
- Очерк географии и истории верховьев Аму-Дарьи / [Соч.] Генри Юля; Пер. с англ. [и предисл.] О. А. Федченко; С доп. и примеч. А. П. Федченко, Н. В. Ханыкова и Г. Юля. —- Санкт-Петербург: тип. В. Безобразова и К°, 1873. — VI, 82 с.
- Материалы для флоры Ферганы, собранные Н. А. Романовым и В. В. Бер и обработанные О. А. и Б. А. Федченко. — Казань: типо-лит. Ун-та, 1902. — [2], 35 с.
- Список растений, собранных в Туркестане в 1869, 1870 и 1871 годах // Путешествие в Туркестан А. П. Федченко. Вып. 24. Т. III: Ботанические исследования. — М.: Известия ОЛЕАЭ. 1902. — Т. CIII).
- Флора Памира: Собственные исследования 1901 года и свод предыдущих // Тр. Имп. С.-Петерб. ботан. сада; Т. 21, вып. 3. — СПб.: Типо-литогр. Герольд, 1903. — С. 233—471.
- Растения Памира, собранные в 1901 году / Б. А. и О. А. Федченко; Обработала Ольга Федченко. — Москва: Унив. тип., 1904. — [2], 87 с.
- Эремурусы в природе и в культуре / [О. А. Федченко]. — [Санкт-Петербург]: тип. М. Меркушева, [1906]. — 9 с., 1 л. ил.
- Федченко О. А., Федченко Б. А. SphenocleaGraertn. въ Туркестанҍ // Извҍстiя Императорской Академiи Наукъ. VI серiя, 1913, том 7, выпуск 4. — 218—219
- Федченко О. А., Федченко Б. А. Список Orobanchaceae гербария // Мат-лы к познанию фауны и флоры Росс. империи. Отд. ботан.. — 1899. — Вып. 3. — С. 203—210.

## Адреса

### В Москве
- В 1880-х годах — улица Малая Молчановка, дом 6 (доходный дом В. Б. Казакова)[14].

### Комментарии
1. ↑  …ставшая постоянной спутницей во всех его путешествиях.
2. ↑  

Дореволюционный период исследований природы Памира связан с именами зоологов А. П. Федченко и Н. А. Северцова, геологов И. В. Мушкетова и Д. Л. Иванова, ботаников О. А. Федченко, А. Э. Регеля, С. И. Коржинского, Н. И. Вавилова и др. Это были разрозненные экспедиции энтузиастов-одиночек, в советское же время они сменились планомерными исследованиями. Для изучения биологических ресурсов Памира и его освоения в 1934 году под руководством П. А. Баранова и И. А. Райковой были созданы первые научно-исследовательские станции.
— Х. Ю. Юсуфбеков. Памирский биологический институт // Природа. — Наука, 1982. — № 12. — С. 48. Архивировано 20 мая 2017 года.